# Stavovské panství Bruntál
Bruntálské panství (od roku 1639 status minor Bruntál) bylo stavovské panství ve Slezsku, na území moderního okresu Bruntál, do roku 1742 i s exklávou v Hlučínsku a Polsku. Na jihu sousedilo s Moravou, na severozápadě s Niským knížectvím, na severu a východě s Krnovským knížectvím.

## Historie
Roku 1850 bylo panství zrušeno a od roku 1868 bylo jeho území s částmi Krnovského, Niského a Opavského knížectví začleněno do nově vytvořeného politického okresu Bruntál.
Patřilo k němu město Bruntál, obce Karlova Studánka, Andělská Hora, Ludvíkov, Oborná, Dlouhá Stráň, Mezina, Staré Město, Václavov u Bruntálu a Rudná pod Pradědem a katastrální území Vrbno pod Pradědem, Podlesí pod Pradědem, Stará Voda v Jeseníkách, Suchá Rudná, Světlá ve Slezsku, Malá Morávka, Skrbovice, Jelení u Bruntálu a Slezský Kočov. Do roku 1742 mělo Bruntálské panství i jednu exklávu, kterou tvořila obec Třebom a ves Hradčánky (polsky Gródczanki, německy Ratsch).